# Девід Карп
Девід Карп (англ. David Karp; 5 травня 1922, Мангеттен — 11 вересня 1999, Піттсфілд) — американський письменник, автор наукової фантастики, сценарист телевізійних проєктів. Девід Карп використовував такі псевдоніми Воллес Вейр (англ. Wallace Ware) та Адам Сінґер (англ. Adam Singer).

## Біографія
Народившись 5 травня 1922 року в Мангеттені, Карп з раннього дитинства працював, щоб заробити на життя. Його робота включала продаж сорочок з вуличного кіоску, відвідування театру, керівництво рекреаційною групою і миття посуду. У 1942 році він вступив до армії США і служив у корпусі зв'язку на Філіппінах та в Японії.
Карп залишив службу в 1946 році та продовжив перервану освіту, закінчивши Міський коледж Нью-Йорка в 1948 році. Він розпочав свою кар'єру в засобах масової інформації як постійний автор для нью-йоркської радіостанції та опублікував свій перший роман у 1952 році. Пишучи для телебачення, він часто звертався до суперечливих тем.
Карп був одружений з Ліліан Клас Карп з 1944 року до її смерті в 1987 році, після чого одружився з Клер Лейтон Карп. У нього було двоє синів, Ітан Росс Карп та Ендрю Габріель Карп, обидва з Лос-Анджелеса. Помер від емфіземи в Піттсфілді, штат Массачусетс.

### Романи
- «Велике почуття» (англ. «The Big Feeling»; 1952)
- «Оксамитове братство» (англ. «The Brotherhood of Velvet»; 1952)
- «Сам» (англ. «One»; 1953)
- «Жорстка людина» (англ. «Hardman»; 1953)
- «Плач плоті» (англ. «Cry Flesh»; 1953)
- «Взвод» (англ. «Platoon»; 1953)
- «День Мавпи» (англ. «The Day of the Monkey»; 1955)
- «Всі почесні чоловіки» (англ. «All Honorable Men»; 1956)
- «Залиш мене на самоті» (англ. «Leave Me Alone»; 1957)
- «Увійти в режим сну» (англ. «Enter Sleeping»; 1960)
- «Останні прихильники» (англ. «The Last Believers»; 1964)

### Біографії
- «Віцепрезидент з питань революції» (англ. «Vice President in Charge of Revolution»; 1960), з Мюрреєм Д. Лінкольном

### Телебачення

#### Серіали
- «Недоторканні» (англ. «The Untouchables»; 1959)
- «Захисники» (англ. «The Defenders»; 1961)
- «Гокінс» (англ. «Hawkins»; 1973–1974)

#### Фільми
- «Братерство Дзвону» (англ. «The Brotherhood of the Bell»; 1970)
- «Змова з метою вбивства Сталіна» (англ. «The Plot to Kill Stalin»; 1958)

## Нагороди
- Грант Ґуґґенгайма
- Премія «Еммі» за найкращий сценарій комедійного серіалу (1965)